# تيرنرزفيل (تكساس)
تيرنرزفيل (بالإنجليزية: Turnersville)‏ هي مدينة أمريكية تقع في ولاية تكساس.ويبلغ عدد سكانها 350 نسمة حسب إحصاء سنة 2010 م.